# リンダ・プリツカー
リンダ・プリツカー（Linda Pritzker、1953年9月 -  ）は、アメリカ合衆国に在住するチベット仏教のラマ（僧侶）であり、ラマ・ツォモ(Lama Tsomo)の名でも知られる。チベット仏教に基づく精神的指導者や著述家として活動し、モンタナ州ミズーラのナムチャク財団とナムチャク・リトリート・ランチを共同で設立した。ハイアットホテルの創業家として知られるプリツカー家の一員である。

## 若年期
プリツカーは1953年9月にオハイオ州オーバリンで生まれた。父はユダヤ系アメリカ人の実業家のロバート・プリツカー、母はオードリー・ギルバートである。兄弟にジェニファー（1950年生）とカレン（1958年生）がいる。
両親は1979年に離婚した。母は、クリーブランドに拠点を置く不動産投資会社フォレスト・シティ・レアルティ・トラストの会長のアルバート・B・ラトナーと再婚した。父は1980年にアイリーン・ドライバーグと再婚し、リンダにとっては異母兄弟にあたるマシューとリーゼルの2人の子供をもうけた。
プリツカーは大学でカウンセリング心理学の修士号を取得し、心理療法士として数年間働いた。

## キャリア
1995年、チベット仏教ニンマ派の一派・ナムチャク系の瞑想の世界的な指導者であるトゥルク・サンガク・リンポチェに師事して修行を行い、2005年2月にラマとしての得度を受けた。プリツカーは、チベット仏教の修行を通して、チベット語を流暢に話せるようになっている。その修業の様子は、ABCニュースのダン・ハリスのポッドキャスト"10% Happier"で紹介された。
プリツカーは、"Why is the Dalai Lama Always Smiling? A Westerner's Introduction and Guide to Tibetan Buddhist Practice"（ダライ・ラマはなぜいつも微笑んでいるのか: チベット仏教の実践の西洋人による導入とガイド）と"The Princess Who Wept Pearls: The Feminine Journey in Fairy Tales"（真珠を泣かせた王女: おとぎ話における女性の旅）の2冊の本を執筆した。また、"The Lotus & The Rose: A Conversation Between Tibetan Buddhism & Mystical Christianity"（蓮と薔薇: チベット仏教とキリスト教神秘主義との対話）を共著し、タミ・シモンが編集した"The Dharma of Dogs: Our Best Friends as Spiritual Teachers"（犬の中のダルマ：精神的指導者としての我々の最良の友）に寄稿した。"Why is the Dalai Lama Always Smiling?"はダライ・ラマについて書いた本で、2016年のインディペンデント・パブリッシャー・ブック・アワード（IPPYアワード）で銀メダルを獲得した。
プリツカーは、モンタナ州ミズーラにナムチャク財団を設立し、ナムチャク・リトリート・ランチ（静修農場）を建設中である。ナムチャク財団は、オンラインの修行コースや、指導付きの瞑想、教室、年に数回行われるライブイベントなど、チベット仏教の瞑想を行いたい人のための様々なサービスを提供している。

## 私生活
プリツカーには離婚経験があり、レイチェル、ローランド、ローズマリーの3人の子供がいる。現在、モンタナ州ミズーラに居住している。
2018年7月現在、プリツカーの純資産は17.7億ドルと推定されている。

## 著作物
- Why is the Dalai Lama Always Smiling? A Westerner's Introduction and Guide to Tibetan Buddhist Practice[14]
- The Lotus & The Rose: A Conversation Between Tibetan Buddhism & Mystical Christianity, co-author with Matthew Fox[16]
- The Dharma of Dogs: Our Best Friends as Spiritual Teachers, contributing author, edited by Tami Simon[17]
- The Princess Who Wept Pearls: The Feminine Journey in Fairy Tales[15]
- "10% Happier with Dan Harris" Podcast, August 2017[22]
- "Metta Hour with Sharon Salzberg" Podcast, October 2018[23]
- "Buddha at the Gas Pump" Podcast, May 2018[24]
- "The Secular Buddhist" Podcast, June 2016[25]
- "Synchronisity podcast" May 2016[26]
- "Ani Tsering Wangmo: A Life of Merit" in Lion's Roar Newsletter, March 2010.
- "Coming Home" in Originally Blessed. Oakland, CA: Creation Spirituality Communities, 2008.
- "Dharmasala" in Lion's Roar Newsletter, August 2007.
- "Shedra" in Lion's Roar Newsletter, February 2006.